# دوري بورتوريكو لكرة القدم 2008
دوري بورتوريكو لكرة القدم 2008 هو موسم من دوري بورتوريكو لكرة القدم . انطلق في عام 2008 كأول دورس احترافي في الجزيرة . كان عدد الأندية المشاركة فيه 8، وفاز فيه Sevilla FC Puerto Rico ‏.